# Рудченко Григорій Сергійович
Григорій Сергійович Рудченко (12 лютого 1900 — 1 вересня 1943) — радянський воєначальник, генерал-майор танкових військ (1943), учасник Громадянської і Німецько-радянської воєн.

## Біографія
Народився 12 лютого 1900 року в місті Суми. Українець. У серпні 1918 року вступив до Робітничо-Селянської Червоної Армії. Червоноармієць-телефоніст Р. С. Рудченко у складі 6-го Північного загону під командуванням Лепеха брав участь у Громадянській війні. Під час бойових дій Червоної армії на Південному фронті. З серпня 1919 року — червоноармієць і т.в.о. командира взводу 3-го окремого запасного легкого артилерійського дивізіону.
З травня 1920 року — командир відділення, спочатку Сумського караульного батальйону, а потім Вовчанської караульної роти. З вересня — командир відділення, помічник командира і командир взводу 71-го стрілецького полку ВНУС.
Після закінчення війни з лютого 1921 року Г. С. Рудченко навчався на 7-х Севастопольських артилерійських командних курсах, після закінчення яких, з квітня 1922 року, командував взводом на цих курсах. У січні 1923 року переведений до 3-ї Казанської стрілецької дивізії в місті Феодосія, де дослужився з командира взводу до помічника начальника артилерійської школи дивізії та командира артилерійського парку дивізії. З вересня 1925 по жовтень 1926 рр. перебував на навчанні на КУКС артилерії він, по закінченні яких повернувся до 3-ї Казанської стрілецької дивізії і призначений у 3-й артилерійський полк командиром батареї. Дослужився до помічника начальника штабу полку. У серпні 1929 року призначений на посаду начальника 3-ї частини штабу 2-го кавалерійського корпусу в місті Умань, а в червні 1932 року переведений на ту ж посаду до 17-го Вінницького стрілецького корпусу.
З березня 1933 року — слухач Військової академії механізації і моторизації РСЧА ім. Й. В. Сталіна, по закінченні якої, з липня 1937 року, працював старшим викладачем тактики, а потім — начальником військового циклу Полтавського військового автотехнічного училища.
З вересня 1940 року призначений начальником штабу 31-ї окремої легкої танкової бригади, а з березня 1941 року — начальником штабу 55-ї танкової дивізії 25-го механізованого корпусу ХВО.
З початком Німецько-радянської війни 55-та танкова дивізія у складі 21-ї армії брала участь в оборонних боях на Західному, Центральному і Брянському фронтах. З вересня 1941 року Г. С. Рудченко призначений начальником штабу 12-ї танкової бригади, яка у складі 6-ї армії Південно-Західного фронту брала участь у Донбаській оборонної операції. З січня 1942 року — начальник оперативного відділу штабу Головного АБТУ.
З 21 квітня Г. С. Рудченко — начальник штабу 9-го танкового корпусу, який перебував на формуванні у Московському військовому окрузі, потім у резерві Західного фронту. У січні — лютому 1943 року корпус входив до складу 16-ї армії Західного фронту і вів оборонні бої на північний схід від міста Жиздра. З квітня 1943 року корпус діяв на Центральному фронті, брав участь у Курській битві, а з кінця серпня — в Чернігівсько-Прип'ятській наступальній операції. В ході цієї операції, з 25 серпня, Г. С. Рудченко командував 9-м танковим корпусом.
Генерал-майор танкових військ з 1943 року.
1 вересня 1943 року о 9:00 годині Г. С. Рудченко загинув в районі міста Глухів, керуючи боєм корпусу, під час нальоту авіації противника.
Похований у місті Глухів Сумської області. На могилі встановлено танк.

## Нагороди
- два ордени Червоного Прапора (15 грудня 1941, 12 серпня 1943)
- орден Вітчизняної війни I ступеня (23 вересня 1943)
- Медаль «XX років Робітничо-Селянської Червоної Армії» (1938)

## Оцінки та думки
За оцінкою командира 9-го танкового корпусу гвардії генерал-майора танкових військ Семена Богданова, начальник штабу корпусу Г. С. Рудченко «…добре знає застосування танкового корпусу у всіх видах бою. Добре вміє організувати та володіє методикою у підготовці штабів та командирів… Під час боїв з фашизмом Управління корпусу було організовано правильно і він керував корпусом вміло і енергійно. Тов. Рудченко в бою — сміливий, рішучий, спокійний і вимогливий, користується в корпусі заслуженим авторитетом серед командирів і червоноармійців. Техніку і озброєння танкового корпусу знає. Розвідувальною службою і підготовкою розвідників керувати вміє… З господарством і тиловим устроєм корпусу знайомий добре.»

## Фільми
- Безкоровайный В. О., Ільясова М. Г., Савицький С. Г., Федорченко О. Ф.,. Освобождение Глухова 1943 года. «Есть что вспомнить». Процитовано 31 січня 2018.{{cite web}}:  Обслуговування CS1: Сторінки з посиланнями на джерела із зайвою пунктуацією (посилання)